# تيودور آن
تيودور آن (بالفرنسية: Théodore Anne)‏ هو واضع كلمات الأوبرا وكاتب مسرحي فرنسي، ولد في 7 أبريل 1797 في روان في فرنسا، وتوفي في 12 أغسطس 1869 في باريس في فرنسا.